# عربية جوبا
عربية جوبا هي لهجة هجينة تكونت من امتزاج اللغات الأفريقية المحلية واللغة العربية في جنوب السودان في القرن التاسع عشر بين أحفاد العساكر وموظفي الخدمة المدنية مختلفي الأصول، وقد كانت مدينة جوبا كبرى مدن جنوب السودان مسرحا لتشكل هذه اللغة واقترن بها اسمها. ويعتقد بأنها منحدرة أصلا من لغة قبيلة باري.

خارطة جنوب السودان بعد انفصالها عن السودان عام 2011

وهي لهجة واسعة الانتشار، وتستخدم في التعاملات اليومية، ومنذ ثمانينيات القرن الماضي أطلقت إذاعة ناطقة بهذه اللغة. وتعتبر جزء من اللهجة السودانية. حتى حضور المستعمر البريطاني في نهاية القرن التاسع عشر، وهذا ما يفسر انتشار اللغة وسرعة تداولها وكون أنها مفهومة بدرجة كبيرة لدى سكان أواسط السودان. والدليل المهم على الحضور القوى للثقافة العربية في كيان سكان جنوب السودان، هو وجود نسبة كبيرة من السكان تكون لأسمائهم وأسماء آبائهم نصرانية ولكن أسماء أجدادهم أسماء إسلامية. مثال: بيتر مجوك عبد الله أو سايمون دينق حسين. وقد أسهم «الجلابة»، وهم مجموعة التجار المصربين والسوريين والتجار الشماليين الذين وفدوا إلى الجنوب، في نشر اللغة العربية في غمرة تحقيق الأغراض التجارية باعتبارها وسيلة تخاطب مرنة ساعدت في التواصل المفيد بينهم وبين العناصر المستهدفة.

## نظرة عامة
يتميز جنوب السودان بتعدد لغوي كبير، عشرات اللغات الحية، وتندرج تحت كل لغة لهجات يختلف عددها باختلاف اللغة والقبيلة وأفخاذها. يتحدث غالبا أهل الجنوب بلغاتهم المحلية، عندما يكون المخاطب من القبيلة ذاتها، لكن عندما يدور الحديث بين شخصين من قبيلتين مختلفتين فإنهما يتحدثان بعربية عامية، فيها أثر اللغات المحلية وخصائصها، والتي اصطلح على تسميتها «عربي جوبا»، وتكاد تكون هذه العربية هي لغة الخطاب اليومي، التي يتعامل بها المواطن البسيط، في حين يميل المسؤولون الكبار والساسة للحديث بالإنجليزية فيما بينهم. ويستدرك الدكتور عبد الله دينق نيال على مفهوم هذا المصطلح في الشمال في إفادته للجزيرة نت قائلا «البعض يظن أن عربي جوبا هي العربية التي يتحدث بها أهل جنوب السودان، والحق أنها العربية التي يتحدث بها أهل جوبا وما حولها، هناك أكثر من لهجة عربية في الجنوب تختلف باختلاف المناطق والقبائل، ذلك أن لكل لغة من اللغات المحلية خصائصها؛ هناك حروف ومخارج موجودة في لغة، وغير موجودة في أخرى، لكن لأن جوبا العاصمة صار الأمر موصولا بها». ويضيف نيال أن «اللهجة المسماة عربي جوبا هي العربية التي تتحدثها قبيلة الباريا، فبعض ملامحها من حيث المخارج وأصوات الحروف، وكذلك الحال في اللهجة العربية في مناطق أخرى من الجنوب». ويرى الدكتور شول دينق -وهو أستاذ اللغة العربية ومدير جامعة أعالي النيل بمدينة ملكال الجنوبية- أن العربية أو «عربي جوبا» لا تنبع أهميتها من كونها جسر تواصل بين المكونات الجنوبية، وأنها اللغة اليومية فقط؛ «فهناك بعض الجنوبيين، خاصة الذين كانوا في الشمال، فقدوا لغتهم الأم، وصارت العربية لغتهم التي يتحدثونها في منازلهم».
ورغم أن دستور جمهورية جنوب السودان ينص على استخدام الإنجليزية كلغة رسمية للدولة، فإن معظم وسائل الإعلام المرئية والمسموعة مثل الإذاعات الخاصة والتلفزيون الرسمي تستخدم «عربي جوبا» في أغلب برامجها ونشراتها الإخبارية. جاء الاسم «عربي جوبا» من ارتباطها بعاصمة جنوب السودان مدينة (جوبا)، التي تعد أكبر مدن الجنوب وأهمها وترتبط بدول شرق أفريقيا، زائير وأوغندا وكينيا. وترتبط هذه اللغة أيضاً بقبيلة «الباري»، وهم السكان الأصليون لهذه المنطقة، كما تضم في تعبيراتها العديد من مفردات لغة هذه المجموعة. وتمت طباعة قاموس خاص بلغة «عربي جوبا» لترجمة معانيها بالإنجليزية، حيث درجت الكنيسة إلى كتابة التراتيل الدينية بلغة عربي جوبا وبحروف لاتينية، لكنها انتشرت أكثر عن طريق التداول الشفهي، لكون أغلب المتعاملين بها لا يجيدون الكتابة أو القراءة بالذات في المناطق الريفية، وربما تكون بذلك اللهجة العربية الوحيدة المكتوبة بحروف لاتينية. ويستخدم الأميون الذين يشكلون 85 في المائة من السكان لغة «عربي جوبا»، كما يسميها الجنوبيون، إضافة إلى لغاتهم المحلية. يقول بيتر جيمس، الباحث المهتم بقضايا اللغة والثقافة بجنوب السودان، إن «استخدام عربي جوبا في وسائل الإعلام يبدو مفيدا بالنسبة للمستمع في جوبا المدينة، لكن قد لا يفهمها سكان الولايات الأخرى في جنوب السودان، وهناك نسخة مستحدثة من عربي جوبا يتداولها جميع سكان جنوب السودان».

### تطور اللهجة[6]
ويضيف شول أن لهجة «عربي جوبا» تطابق العربية الفصحى في بعض مخارج الحروف والأصوات، وتختلف معها في البعض الآخر، مشيرا إلى أن العربية دخلت جنوبي السودان -بصورة تلقائية وبدون تخطيط لغوي- عبر عدد من الوسائط كالتجار الشماليين وأهل الشام والمصريين وجنود الحكم التركي. وأوضح أن هذه اللهجة تأثرت كثيرا بأصوات لغة قبيلة الباريا الجنوبية، وببنائها الصرفي، كما أنها لا تلتزم بالإعراب وأداة التعريف (ال). وأشار الأكاديمي السوداني الجنوبي إلى أنه بعد خروج المستعمر الإنجليزي -الذي كان يعزل جنوب السودان عن شماله- زاد دخول أهل الشمال إلى الجنوب، فتطورت عربية جوبا بإضافة مفردات عديدة، وتعززت وتحسنت بعد أن فتحت الحكومة السودانية مدارس في الجنوب تدرس فيها اللغة العربية.

### تذكير وتأنيث
واعتبر جمعة سعيد -وهو مثقف من جنوب السودان- أن أهم ما يميز لهجة عربي جوبا «الضاربة بأطنابها في المنطقة» هو غلبة التذكير على التأنيث في المخاطبة، وذلك عكس لهجة أهل ولاية بحر الغزال الجنوبية التي يغلب فيها التأنيث.

### كتاب «لهجة جوبا العربية»
يقول الاستاذ نورالدين مدني ابوالحسن*عندما اطلعت على كتاب”لهجة جوبا العربية” للدكتور بول دينق شول رئيس قسم اللغة العربية بكلية التربية في جامعة جوبا لم أفاجأ بنصاعة الأسلوب وبلاغته كما قال البروف عون الشريف في تقديمه للكتاب‘ لمعرفتي بأن بعض أبناء “جنوب السودان”يجيدون اللغة العربية أفضل من بعض الناطقين بها. أذكر هنا على سبيل المثال الصحفي السوداني سايمون ماجوك الذي كان يكتب في أخيرة ”الصحافة” عن الأخطاء اللغوية الشائعة ولم يكن يعمل في قسم التدقيق اللغوي. الدكتور بول دينق شول بذل جهداً مقدراً في هذا الكتاب العلمي الذي جعل أساتذته في لجنة الإمتحان يوصون بطباعته لتعم الفائدة‘ وهو كتاب توثيقي حافل بالمعلومات المستقاة من الواقع المدعومة بإفادات مهمة من المراجع التي رجع إليها. وأكد حقيقة أن اللهجات السودانية في “السودان” الواحد في ذلك الوقت‘ مردها الغالب اللغة العربية الفصحى كما قال بذلك عبد المجيد عابدين في كتابه عن أصول اللهجات العربية في السودان.

كما أوضح المؤلف ان إنتشار اللغة العربية في جنوب السودان بدأ منذ أربعينات القرن الماضي عبر مسارين‘ المسار الدارجي المستمد من الإحتكاك والتعايش والمسار المنهجي المستمد من التحصيل المدرسي. وبين عملياً كيف تداخلت اللغة العربية مع اللغات المحلية واللغات الأخرى‘ خاصة لغة الباريا التي أثرت فيها وتفاعلت معها وشكلت إلى حد كبير لهجة جوبا العربية. قسم الؤلف الكتاب لعة فصول هي أصوات لهجة جوبا والبناء الصرفي لها ونظام الجملة فيها ودلالات المفردات بها وقال إن الدلالات الواردة في هذه الدراسة مجرد نماذج قلبلة على قدر كبير من الاستدلال. تناول في الكتاب الخصائص الصوتية لعربي جوبا والخصائص الصرفية والخصائص النحوية ثم الخصائص الدلالية وبين كيف أن اللغة العربية في جنوب السودان تاثرت بالفاض لغة الباري وبألفاظ لغة الدينكا واللغة الإنجليزية والتركية والنوبية اليوغندية والكنغولية إضافة لألفاظ مجهولة الأصل. هذا الكتاب القيم يكتسب أهميته من الإسلوب العلمي الإستقصائي الذي اعتمده في بحثه عن عوامل إنتشار اللغة العربية في جنوب السودان بعيداً عن التصنيفات العقدية والإثنية. إضافة لذلك فإن هذا الكتاب يوضح بجلاء أن اللغة السائدة لاتعني تذويب ثقافات المكونات الإثنية الأخرى وإنما هي وسيلة للتفاهم والتعايش فيما بين هذه المكونات المجتمعية المختلفة دون هيمنة أو تسلط. في كل دول العالم توجد لغة سائدة بين المواطنين دون ان يعني ذلك طغيان مكون مجتمعي بل يتعايش الجميع في سلام ووئام‘ وان الخلافات والاجندة السياسية السالبة هي التي تفرق بين أبناء الوطن الواحد.

علم جنوب السودان

## التأريخ

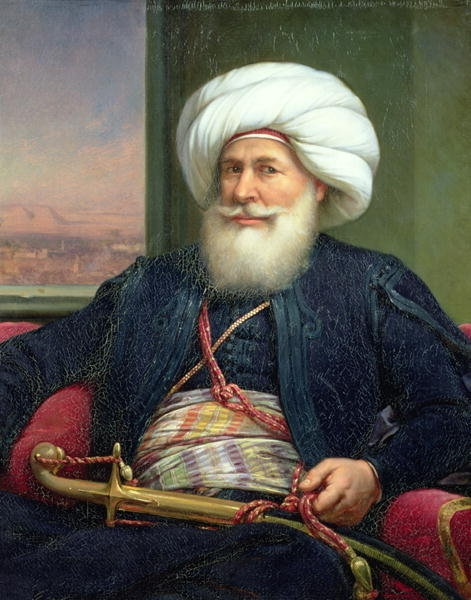
محمد علي باشا

مرّ قرنان منذ أن دخلت العربية جنوب السودان، مرت خلالهما بأوقات مختلفة انتشارا وانحسارا، وكانت الفئات الحاكمة من الاسباب الرئيسية وراء هذه التغيرات، تذهب أغلب الآراء إلى أن دخول اللغة العربية جنوب السودان كان عام 1821، بعد أن تشكلت خريطة جديدة للسودان، على أيدي قوات محمد علي باشا. ومع التداخل بين قبائل الجنوب وقبائل الشمال نشأت حركة اجتماعية وتجارية قديمة جدا. ويؤكد الدكتور شول دينق في حديثه للجزيرة نت وجود تداخل وتماس قبلي يقود بلا شك إلى وجود تداخل وتماس لغوي.
ولأن الارتباط بين ما هو لغوي واجتماعي قوي ومستمر، يواصل الدكتور شول إفادته قائلا «لم تنتشر العربية إلا في حدود ضيقة، في ما اقتضتها المعاملات التجارية، وربما أدخلت على اللغات المحلية مفردات لأشياء لم يعرفها الجنوبيون في ذلك الحين، لكن دخول العربية بشكل رسمي وكبير كان مع حملة محمد علي باشا، بعد أن صارت لغة السلطة والحكم، وزاد هذا الانتشار مع استيعاب عدد كبير من الجنوبيين في الخدمة العسكرية». ورغم أن هذا الرأي هو الغالب، فإن الدكتور عبد الله دينق له رأي آخر، إذ يقول «لدي فرضية لم أثبتها بعد تذهب إلى أن دخول العربية إلى الجنوب كان منذ سلطنة سنار (1505-1821)». ويؤكد دينق الرأي السائد أن الانتشار الأكبر للغة العربية في جنوب السودان كان قبل قرنين من الآن، وأنها ازدهرت مع حركة التجار والدعاة والمشايخ، ودخول عدد كبير من الجنوبيين في الإسلام، وذلك ما أعطى اللغة بعدا إضافيا.

### ما بعد الانفصال
عملا بحق تقرير المصير الذي منحته اتفاقية نيفاشا عام 2005، جرى تنظيم استفتاء لأبناء جنوب السودان في يناير/كانون الثاني 2011، أفضى إلى الانفصال وميلاد جمهورية جنوب السودان، لتنقضي فترة من الحروب والمحن، التي ألقت بظلالها على الثقافة، وتولدت بعض الحساسية تجاه اللغة العربية، رغم الأواصر والعاطفة الشعبية القوية. اختار الجنوبيون في دستورهم اللغة الإنجليزية لغة رسمية، مضافا إليها اللغات المحلية. ورغم أن الشارع يتحدث بعربية جنوبية الملامح، فإن الدواوين الحكومية والمعاملات تجري بالإنجليزية وفق ما تم الاتفاق عليه، ويعرف الأستاذ المدني اللغة الرسمية «بأنها اللغة التي تستخدمها دولة ما في دواوينها ومعاملاتها، وقد تكون لغة واحدة أو أكثر». كما اختيرت الإنجليزية لغة التعليم -بطبيعة الحال- لكن الحكومة الجنوبية رأت تدريس اللغة العربية لغة ثانية، ابتداء من مرحلة التعليم الأساسي، وتحديدا في السنة الدراسية الخامسة، ويستمر إلى نهاية المرحلة الثانوية.
بعد انفصال حكومة جنوب السودان سياسيا عن الشمال، سعى وزراؤها ليكون الانفصال كاملا، وتجلى ذلك بدعوة وزير التربية والتعليم حسين مايكل ميلي للتخلص من المناهج التي تستخدم اللغة العربية في جميع مدارس الجنوب، والاتجاه إلى تكثيف تدريس اللغة الإنجليزية. ويرى خبراء أن خطوة كتلك يمكن أن يمتد أثرها السلبي على علاقات الدولة الجديدة بالعالم العربي. وظلت اللغة العربية تمثل القاسم المشترك لكافة قبائل الجنوب المتعددة ذات الازدواج اللغوي؛ فهي لغة التواصل والتفاهم، فهناك المجموعة الاستوائية التي أطلقت على لغتها «عربي جوبا»، ومجموعة (واو) أطلقت «عربي واو»، وهي لغة عربية خليط من اللهجات المحلية. التحول من اللغة العربية إلى الإنجليزية أو غيرها من اللغات في دولة جنوب السودان يراه مراقبون تحديا؛ فهناك أكثر من مليون ونصف المليون طالب في مختلف المراحل الدراسية تلقوا تعليمهم باللغة العربية في الشمال، عادوا إلى الجنوب عقب الانفصال، إضافة إلى المساحة الواسعة التي تحتلها العربية كلغة تخاطب يومي بين سكان الجنوب.

### قانون المناطق المقفولة
بعد سقوط الدولة المهدية ودخول السودان في حقبة استعمارية تحت التاج البريطاني، بدأ النشاط الإرسالي يظهر بقوة في الجنوب، وعمرت المدن بالكنائس والإرساليات الأوروبية، التي قامت بتنصير عدد كبير من الجنوبيين، وبدأت نشر الإنجليزية واستخدامها مع اللغات المحلية في التعليم بدل العربية. كما قامت السلطات بابتعاث الطلاب الجنوبيين لأوغندا، بدل إرسالهم لكلية غردون، ثم كان إطلاق قانون المناطق المقفولة، الذي حد من حركة الشماليين في جنوب السودان، وصارت إقامة الشماليين وتنقلاتهم تحتاج لإذن إنجليزي صعب المنال. ويرى المستشار القانوني المدني محمد أن القانون صيغ لجعل الجنوب قابلا لخيارات مختلفة -كما هو معلوم تاريخيا- منها ضمه إلى أوغندا، أو فصله ليكون دولة منفصلة بذاتها. ويواصل إفادته للجزيرة نت بأن «قانون المناطق المقفولة منع الاندماج الطبيعي بين الشمال والجنوب، بمنعه إقامة الشماليين في الجنوب، وصعوبة استصدار إذن الزيارة، ومحاربة المظاهر التي تمت إلى الشمال، والمظاهر الإسلامية والعربية، وبلغ الأمر منع الجنوبيين من ارتداء العمة والجلابية، فهو قانون عنصري». ويتابع المدني قائلا «ويذكر مؤرخو تلك الحقبة أن التضييق على العربية وصل إلى منع المحاكم الشرعية والموسيقى والأغنيات، وكل ما يمكن أن يشكل ذائقة أو مزاجا عاما». لكن ومع نهاية عام 1946، سقط هذا القانون، وبدت حقبة أخرى عاد فيها التواصل بين الشمال والجنوب، وبدأت العربية استرداد بعض ما فقدته في الجنوب، إلى أن جاءت الحكومة الوطنية، وصارت العربية لغة رسمية للقطر السوداني الموحد، حسب إفادة المدني.

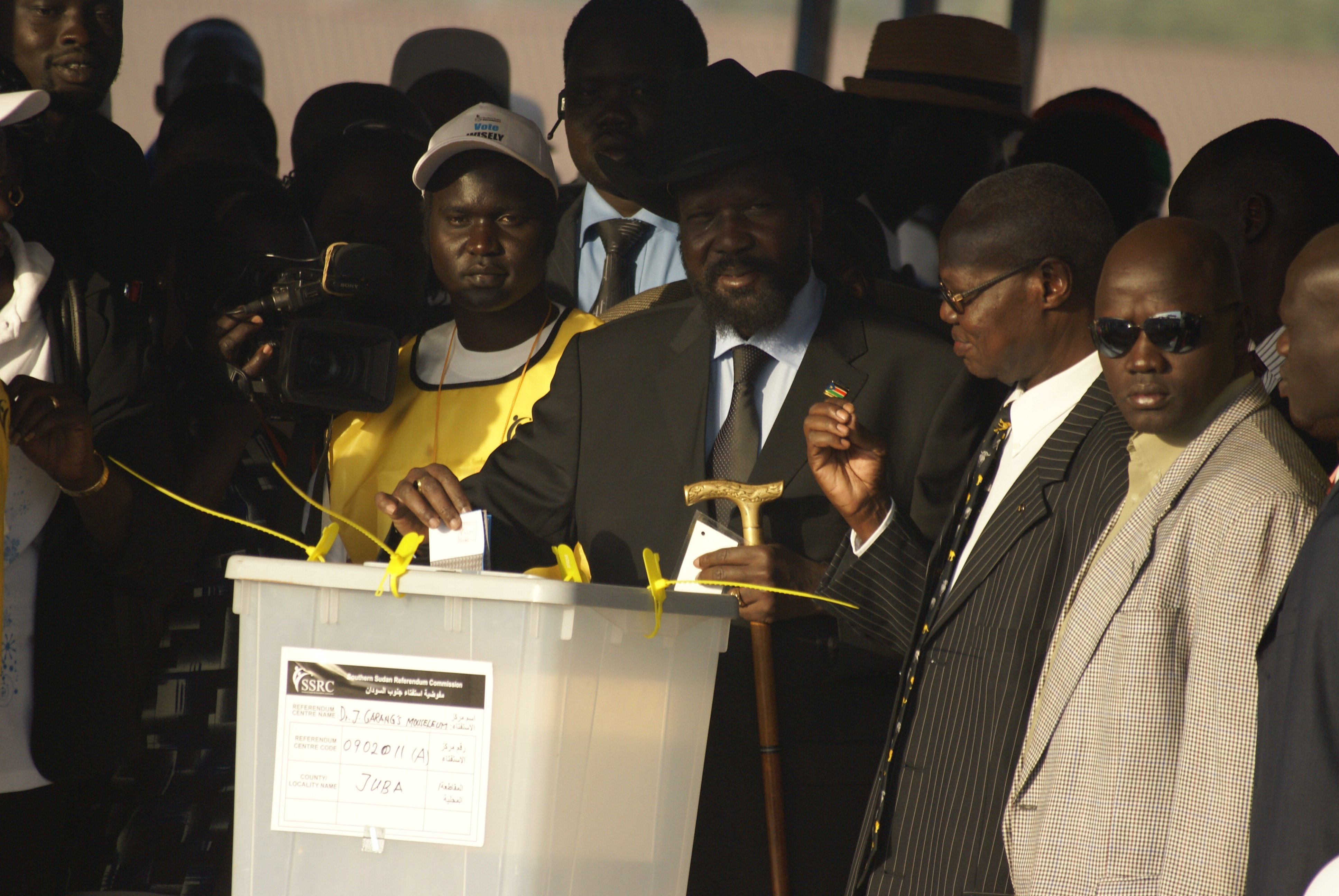
سلفاكير يصوت على "قبول" الانفصال" عن السودان

### أكثر من لغة تخاطب
لم تنحصر العربية في جنوب السودان في التواصل والتخاطب فقط، كما قد يظن البعض، لكن الأمر تجاوز ذلك إلى الإبداع الكتابي، وبرزت أسماء كثيرة قدمت الكثير للثقافة السودانية عندما كان السودان واحدا، وقادت المشهد الثقافي بعد الانفصال.من أشهر أدباء العربية في جنوب السودان الروائية والقاصة ستيلا قايتانو، بمجموعتها الأبرز «زهور ذابلة»، والراحل السر أناي (أستاذ جامعي وشاعر وصحفي)، ونيالاو حسن صاحب ديوان «قرابين نيكانق»، وأتيم سايموند وديوانه الأشهر «وخز الوطن»، وغيرهم من علماء ومثقفين أسهموا بشكل واضح وملموس في الحركة الثقافية السودانية.ولم يمنع انفصال جنوب السودان من وجود إبداع كتابي من أجيال ما بعد الانفصال، ويرى الشاعر دوث دينق بوث «أن الشعر حياة الجنوبي في حربه وحصاده وكل حياته، لذا فهو موجود سواء كان بلغة الجنوبي المحلية أو باللغة العربية». لكنه يتحسر في حديثه للجزيرة نت على الأوضاع الأمنية غير المستقرة والحروب التي صرفت الاهتمام عن كل ما هو ثقافي وإبداعي، رغم أجيال الأدباء والمبدعين المتواصلة، وتضاف إلى ذلك مشكلة النشر. ويقول إن بعض الشعراء والأدباء الجنوبيين وجدوا متنفسا لهم في الخرطوم، آملين أن ينقلوا للعالم صورة عن بلادهم بعيدة عن الحرب وأحاديثها.

## عربي جوبا في التعليم

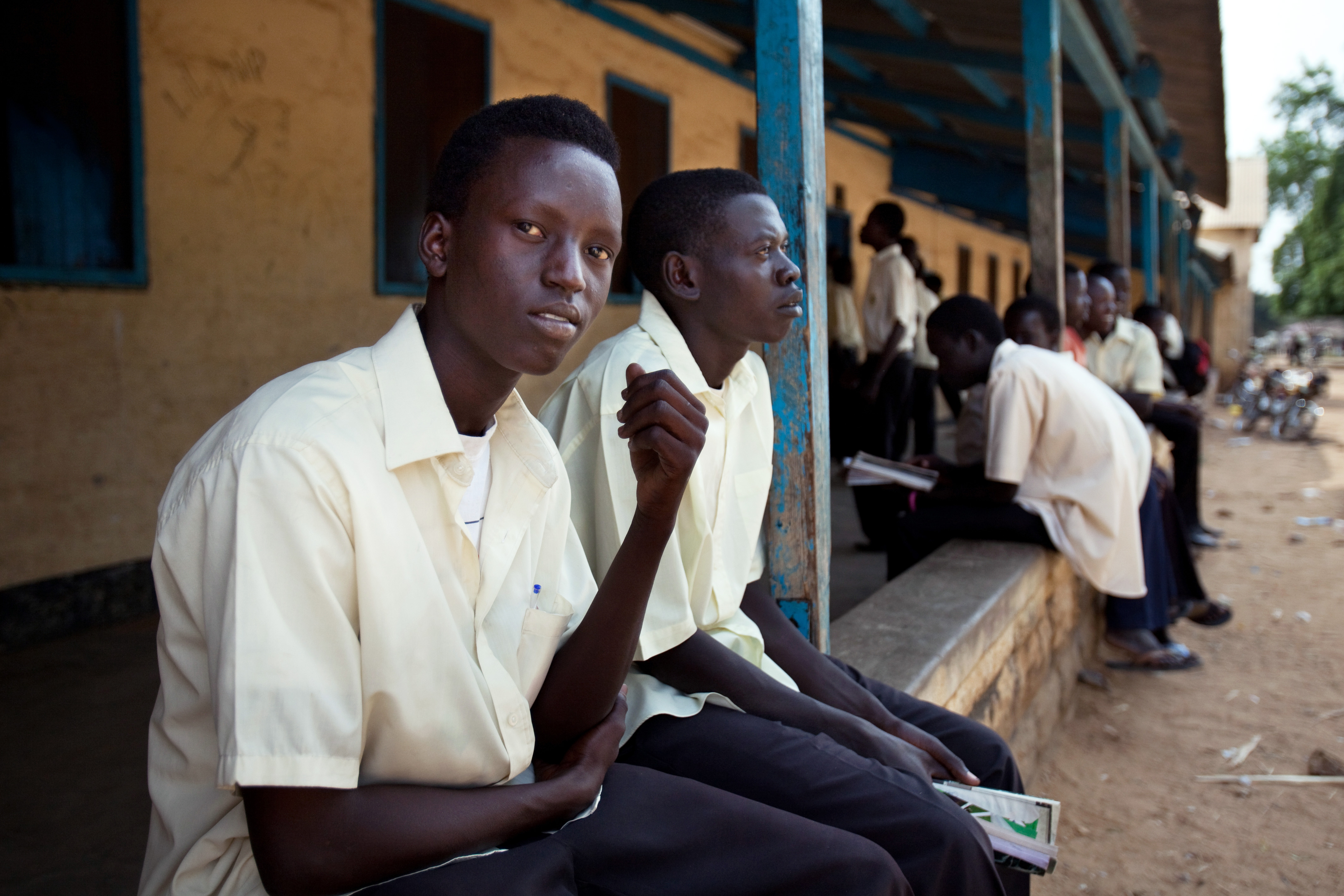
طلاب إحدى المدارس الثانوية في [ جوبا / جنوب السودان 2011 ]

أورد الدكتور شول دراسة أجريت وسط مجوعة من طلاب المدارس بجوبا حول مدى استخدام اللغة العربية بينهم أثبتت أن 61% منهم يستخدمون اللغة العربية وأن 29% منهم يستخدمون اللهجات المحلية وأن 08% منهم يستخدم اللغة الإنجليزية. من جهته قال أستاذ التاريخ الحديث بجامعة أم درمان الإسلامية عطا محمد أحمد إن حاكم إقليم كردفان السابق «نيوبولد» البريطاني الجنسية ذكر بأن لغة التدريس ترتبط باللغة الشائعة في المجتمع، وقارن بين اللغتين العربية والإنجليزية التي كانت سائدة في التدريس بالسودان شمالاً وجنوباً من حيث فائدتها لمجتمعات التداخل اللغوي في السودان. وأردف قائلاً «الإنجليزية تعتبر لغة عالمية لكنها في واقع الأمر عديمة الفائدة حيث يصعب فهمها، وما يسمى (عربي جوبا) تمدد بشكل واسع على نطاق الجنوب وتتفاهم به معظم الإثنيات الجنوبية مما يستوجب تبني اللغة العربية في التعليم، وسبق أن شهد خبراء في اللغة الإنجليزية بأن العربية تصلح لغة تعليم في مناطق التداخل اللغوي في جنوب السودان وجبال النوبة نظرا لتداولها وفعاليتها». أما وكيل جامعة بحر الغزال الفاتح الأمين فيؤكد أن الانتقال المباشر للتدريس باللغة الإنجليزية دون التدرج فيه استحالة وصعوبة وتحديات كبيرة لأن اللغة العربية سبقت كافة اللغات تاريخياً وإنسانياً في جنوب السودان.
كما دعا الكاتب والأكاديمي الشهير في جنوب السودان البروفيسور تابان لوليونق إلى أن تكون لهجة (جوبا العربية) هي اللغة أو اللهجة المشتركة في جنوب السودان موضحاً ان (عربي جوبا) هو إحدى اللغات الإفريقية التي يسهل تعلمها بالإضافة إلى أنها عامل للتوحيد الثقافي. وقال لوليونق : ان ما يتعين علينا القيام به هو ضخها وحقنها بكلمات فلسفية ومصطلحات ومفاهيم فنية جادة، فهي لغة مثيرة، مشيراً إلى ان (جوبا العربية) لديها بالفعل قاموس مكتوب باستخدام الأبجدية الرومانية. مضيفاً ان المسؤولية واقعة الآن على عاتق اللغويين لتنمية ووضع قواعد (جوبا العربية)، وتابع : ينبغي على المرأة السودانية الجنوبية أيضاً ان تعتمد على ثوب (اللو) المشهور عند قبيلة الشلك بالإجماع كزي قومي لجنوب السودان. وتعتبر لهجة (جوبا العربية) هي لغة الاتصال بين مجتمعات جنوب السودان المختلفة ويتحدث سكان مدينة (جوبا) هذه اللهجة وهي خليط من اللغة العربية والإنجليزية واللهجات المحلية، ولكن العربية هي اللغة الطاغية على الرغم من دخول بعض قواعد الإنجليزية عليها.

## أخرى

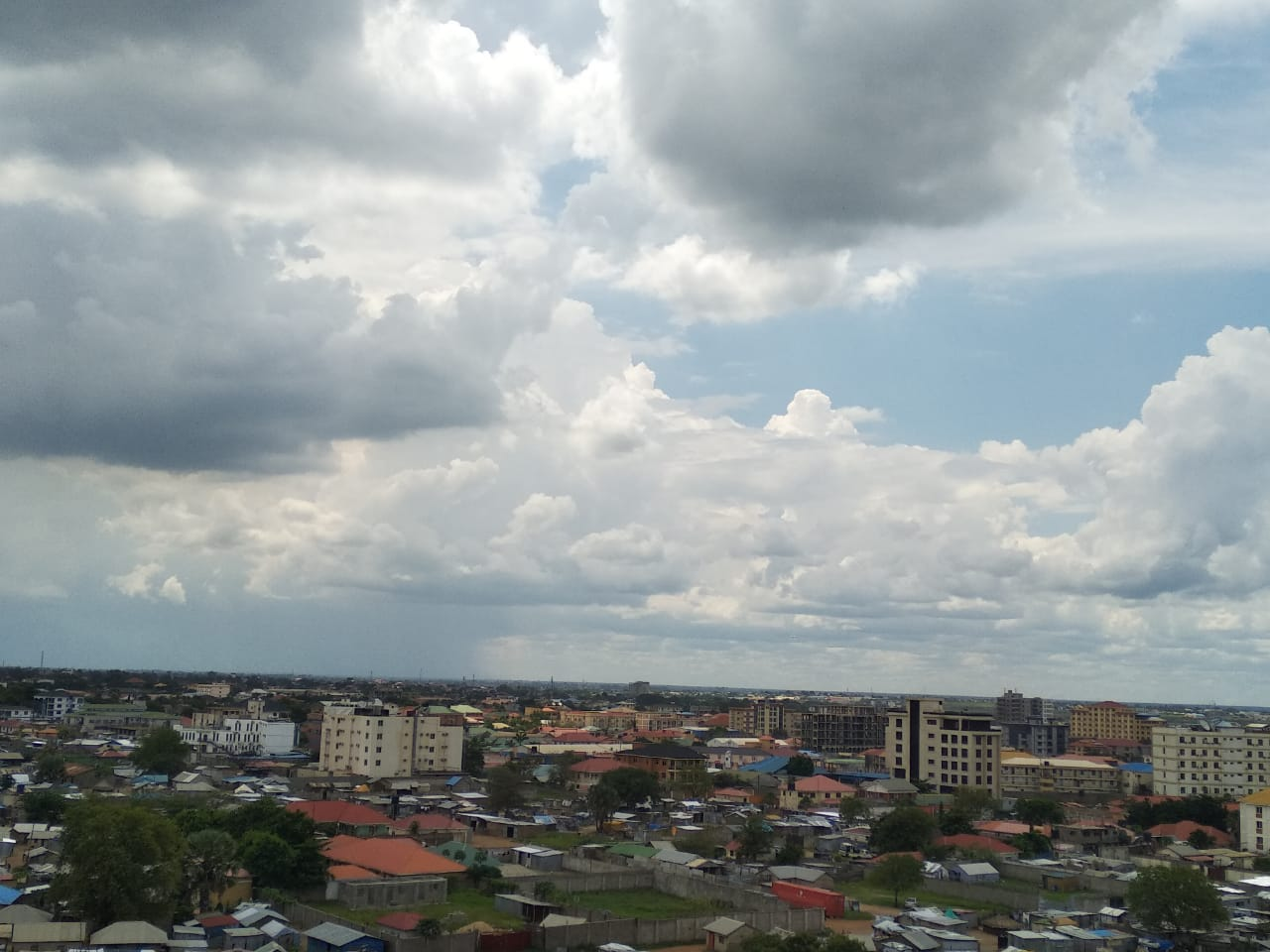
مدينة جوبا [ ديسمبر - 2018 ]

### «عربي جوبا» بمهرجان شكسبير العالمي
من خلال مسرحية «سمبلين» لوليام شكسبير، التي تمتد لنحو ساعتين وتتخللها لوحات استعراضية وجمل حوارية بلهجة جوبا العربية (عربي جوبا)، يمثل مسرحيون من جنوب السودان دولتهم الوليدة في مهرجان شكسبير العالمي بلندن في أول مشاركة رسمية في هذا المحفل المسرحي العالمي الذي يشهد مشاركة 37 دولة.
تجمع المسرحية، بين الكوميديا والتراجيديا، ويخرجها الثنائي جوزيف أبوك وديرك ألفريد وقد قاما بترجمتها من الإنجليزية للهجة جوبا العربية. وتروي قصة ملك بريطانيا سمبلين، الذي يحاول إدارة أزمة دولته الجديدة مع الإمبراطورية الرومانية بعد الاستقلال عنها، ويرفض دفع الجزية، معتبرا ذلك قرارا سياديا، يعيد الاعتبار للآلاف الذين ماتوا في سبيل نيل بريطانيا لاستقلالها وذلك في إسقاطات سياسية واضحة.
ويقول مخرج المسرحية جوزيف أبوك إن هناك أسبايا واقعية وراء اختيار لهجة جوبا العربية، فهي تعد مزيجا بين الإنجليزية والعربية وبعض اللغات المحلية، وتمثل لغة التخاطب والتواصل بين أغلب سكان الدولة الوليدة، ويضيف في حديث للجزيرة نت أن ترجمة النص من الإنجليزية للهجة جوبا رافقه تدقيق أكاديمي، باعتبار أن تلك اللهجة تكتب بأحرف لاتينية
يقول نيكولا فرانكو، وهو كاتب سيناريو ومسرحي وإذاعي من جنوب السودان، يكتب أعماله المسرحية بعربي جوبا، لـ«العين الإخبارية»: «عربي جوبا لغة يسمعها غالبية الناس هنا، لأن جوبا عبارة عن جنوب مصغر، هذه اللغة يمكن أن تتطور وتصبح لغة قومية، ونلجأ إلى الكتابة بعربي جوبا، لكونها لغة جميلة ومضحكة، إنها لغة سهلة بالنسبة للممثل».
وعن تجربة المشاركة بمهرجان شكسبير في لندن خلال أبريل 2011، بمسرحية سمبلين للكاتب وليم شكسبير، التي تمت ترجمتها وتقديمها بعربي جوبا يقول فرانكو: «التجربة كانت خيالية، قدمنا مسرحية عالمية بعربي جوبا لجمهور لا يتحدث بها ولا يفهمها، ترجمنا النص لعربي جوبا لأنها لغة بسيطة ومربوطة بحركة الجسد، وقد فوجئ الجمهور في لندن بذلك، حيث أحرزنا المركز الثاني بمهرجان جلوب العالمي».